# Trilogy (Frank Sinatra)
Trilogy è un album del crooner statunitense Frank Sinatra, registrato nel 1979 e pubblicato nel 1980. L'album è diviso in 3 parti: The Past (Collectibles of The Early Years), The Present (Some Very Good Years)  e The Future (Reflectons on the Future in Three Tenses), per un totale di 3 LP. La prima parte dell'album, The Past, è arrangiata da Billy May,  The Present da Don Costa e The Future, l'ultima parte dell'album, è arragiata da Gordon Jenkins. La versione ristampata in formato compact disc è composto da 2 cd: nel primo sono contenuti "The Past" e "The Present", mentre nel secondo cd "The Future".

## Il disco
Sinatra rientrò il sala di registrazione dopo 6 anni di concerti entusiasmanti in tutto il mondo, e naturalmente volle farlo con qualcosa di molto importante. "The Past" contiene 10 brani che aiutarono il giovane Frank nell'ascesa del mondo dello spettacolo, "The Present" contiene alcuni brani contemporanei, fra i quali la celeberrima Theme from New York, New York, e "The Future" presenta 6 brani che vedevano "The Voice" riflettere e scherzare sul futuro accompagnato da un coro celestiale e un cast vastissimo.
L'album fu nominato per il "Grammy Award For The Album Of The Year" e la registrazione di Theme From New York, New York fu nominata per il Grammy Award per la miglior interpretazione maschile pop e per il Grammy Award di canzone dell'anno.

### Registrazione
L'album fu registrato in 6 sessioni di registrazione. The Past fu registrato il 17 luglio e il 19 settembre 1979, The Present fu registrato il 20 agosto e il 3 dicembre 1979, The Future, infine, fu registrato il 17 e il 18 dicembre 1979. Il tutto venne pubblicato nell'inizio del 1980.

## Tracce

### Versione originale LP(1980)
LP 1 - The Past (Collectibles of The Early Years)
1. The Song Is You (Jerome Kern, Oscar Hammerstein II) – 2:39
2. But Not for Me (George Gershwin, Ira Gershwin) – 3:50
3. I Had the Craziest Dream (Mack Gordon, Harry Warren) – 3:13
4. It Had to Be You (Isham Jones, Gus Kahn) – 3:53
5. Let's Face the Music and Dance (Irving Berlin) – 2:50
6. Street of Dreams (Sam M. Lewis, Victor Young) – 3:32
7. My Shining Hour (Harold Arlen, Johnny Mercer) – 3:21
8. All of You (Cole Porter) – 1:42
9. More Than You Know (Billy Rose, Edward Eliscu, Vincent Youmans) – 3:22
10. They All Laughed (G. Gershwin, I. Gershwin) – 2:49

LP 2 - The Present (Some Very Good Years)
1. You and Me (We Wanted It All) (Carole Bayer Sager, Peter Allen) – 4:07
2. Just the Way You Are (Billy Joel) – 3:26
3. Something (George Harrison) – 4:42
4. MacArthur Park (Jimmy Web]) – 2:45
5. Theme from New York, New York (Fred Ebb, John Kander) – 3:26
6. Summer Me, Winter Me (Marilyn Bergman, Alan Bergman, Michel Legrand) – 4:02
7. Song Sung Blue (Neil Diamond) – 2:47
8. For the Good Times (Kris Kristofferson) – 4:41
9. Love Me Tender (Vera Matson, Elvis Presley) – 3:34
10. That's What God Looks Like to Me (Lois Irwin, Lan O'Kun) – 2:55

LP 3 - The Future (Reflectons on the Future in Three Tenses)
- Tutti i brani sono opera di Gordon Jenkins.

1. What Time Does the Next Miracle Leave? – 10:44
2. World War None! – 4:27
3. The Future – 4:05
4. The Future (Continued): I've Been There – 3:33
5. The Future (Conclusion): Song Without Words – 6:00
6. Before the Music Ends (Finale) – 9:46

### Versione CD

#### Cd 1: Past & Present
1. The Song Is You (Jerome Kern, Oscar Hammerstein II) – 2:39
2. But Not for Me (George Gershwin, Ira Gershwin) – 3:50
3. I Had the Craziest Dream (Mack Gordon, Harry Warren) – 3:13
4. It Had to Be You (Isham Jones, Gus Kahn) – 3:53
5. Let's Face the Music and Dance (Irving Berlin) – 2:50
6. Street of Dreams (Sam M. Lewis, Victor Young) – 3:32
7. My Shining Hour (Harold Arlen, Johnny Mercer) – 3:21
8. All of You (Cole Porter) – 1:42
9. More Than You Know (Billy Rose, Edward Eliscu, Vincent Youmans) – 3:22
10. They All Laughed (G. Gershwin, I. Gershwin) – 2:49
11. You and Me (We Wanted It All) (Carole Bayer Sager, Peter Allen) – 4:07
12. Just the Way You Are (Billy Joel) – 3:26
13. Something (George Harrison) – 4:42
14. MacArthur Park (Jimmy Web]) – 2:45
15. Theme from New York, New York (Fred Ebb, John Kander) – 3:26
16. Summer Me, Winter Me (Marilyn Bergman, Alan Bergman, Michel Legrand) – 4:02
17. Song Sung Blue (Neil Diamond) – 2:47
18. For the Good Times (Kris Kristofferson) – 4:41
19. Love Me Tender (Vera Matson, Elvis Presley) – 3:34
20. That's What God Looks Like to Me (Lois Irwin, Lan O'Kun) – 2:55

#### Cd 2: Future
- Tutti i brani sono opera di Gordon Jenkins.

1. What Time Does the Next Miracle Leave? – 10:44
2. World War None! – 4:27
3. The Future – 4:05
4. The Future (Continued): I've Been There – 3:33
5. The Future (Conclusion): Song Without Words – 6:00
6. Before the Music Ends (Finale) – 9:46

## Crediti
- Frank Sinatra - Voce
- Billy May - Arrangiatore, Conduttore (Disco 1 canzoni 1- 10)
- Don Costa - Arrangiatore, Conduttore (Disco 1 canzoni 10- 20)
- Gordon Jenkins - Arrangiatore, Conduttore (Disco 2)
- Diana Lee - Soprano (Disco 2 canzone 1)
- Beverly Jenkins - Alto (Disco 2 canzoni 3 e 5)
- Loulie Jean Norman - Coloratura soprano (Disco 2 canzone 5)